# Cash Money Millionaires
Cash Money Millionaires est un supergroupe de hip-hop américain, originaire de La Nouvelle-Orléans, en  Louisiane.

## Biographie
Le groupe se forme en 1996 initialement de Baby, Mannie Fresh, Juvenile, B.G., Young Turk, et de Lil' Wayne. Après s'être présenté au label Cash Money Records, établi en 1991, les Cash Money Millionaires font leur entrée dans la scène musicale en 1998 avec l'album 400 Degreez de Juvenile. Les Cash Money Millionaires partent en tournée notamment avec Ruff Ryders et Nelly.
Le groupe fait paraître son premier album officiel, Baller Blockin, le 12 septembre 2000. L'album fait participer des rappeurs renommés tels que E-40, UGK, 8Ball & MJG, Nas, Mack 10, et Rappin' 4 Tay. Il atteint la 13e place du Billboard 200. Il s'accompagne d'un clip. Le single extrait de l'album, Project Chick atteint également les classements. Le groupe se sépare en 2001 en raison de problèmes financiers.

## Discographie
- 2000 : Baller Blockin'